# ミルウォーキー (オレゴン州)
ミルウォーキー（Milwaukie、[mɪlˈwɔːki]）は、アメリカ合衆国オレゴン州クラカマス郡の都市。人口は2万1119人（2020年）。ウィラメット川沿いの土地に1847年に創設され、1903年に自治体化した。ポートランド都市圏に属し、アメリカンチェリーの産地として有名である。市域の一部はマルトノマ郡にはみ出している。

## 歴史

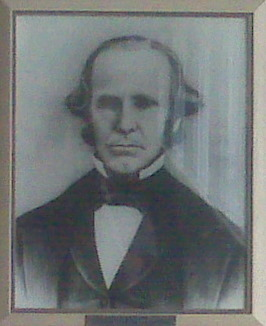
ロット・ウィットコム

ミルウォーキは1847年、ロット・ウィットコムによって創設された。彼はこの街を上流にあるオレゴンシティに対抗するために創設し、ウィスコンシン州ミルウォーキーから名付けた。
1848年、彼は自分が製材所と製粉所を建てた土地の寄付宣言（donation land claim）を出した。当時のミルウォーキはポートランドやオレゴンシティと肩を並べていたが、その後より水深のある港を有するポートランドが発展していった。ミルウォーキー郵便局は1850年に設置され、ウィットコムが初代郵便局長に就任した。その後、1903年2月4日に自治体化の認可がおり、ミルウォーキー町として成立した。
1870年、オレゴン・カリフォルニア鉄道がミルウォーキー駅を設置した。その後、市の中心が駅から離れたためにレイクオスウィーゴまでの支線が建設され、ミルウォーキー駅は「ランバート駅」と改名した上で移転した。1913年、駅名が「イースト・ミルウォーキー駅」と変更された。

## 経済

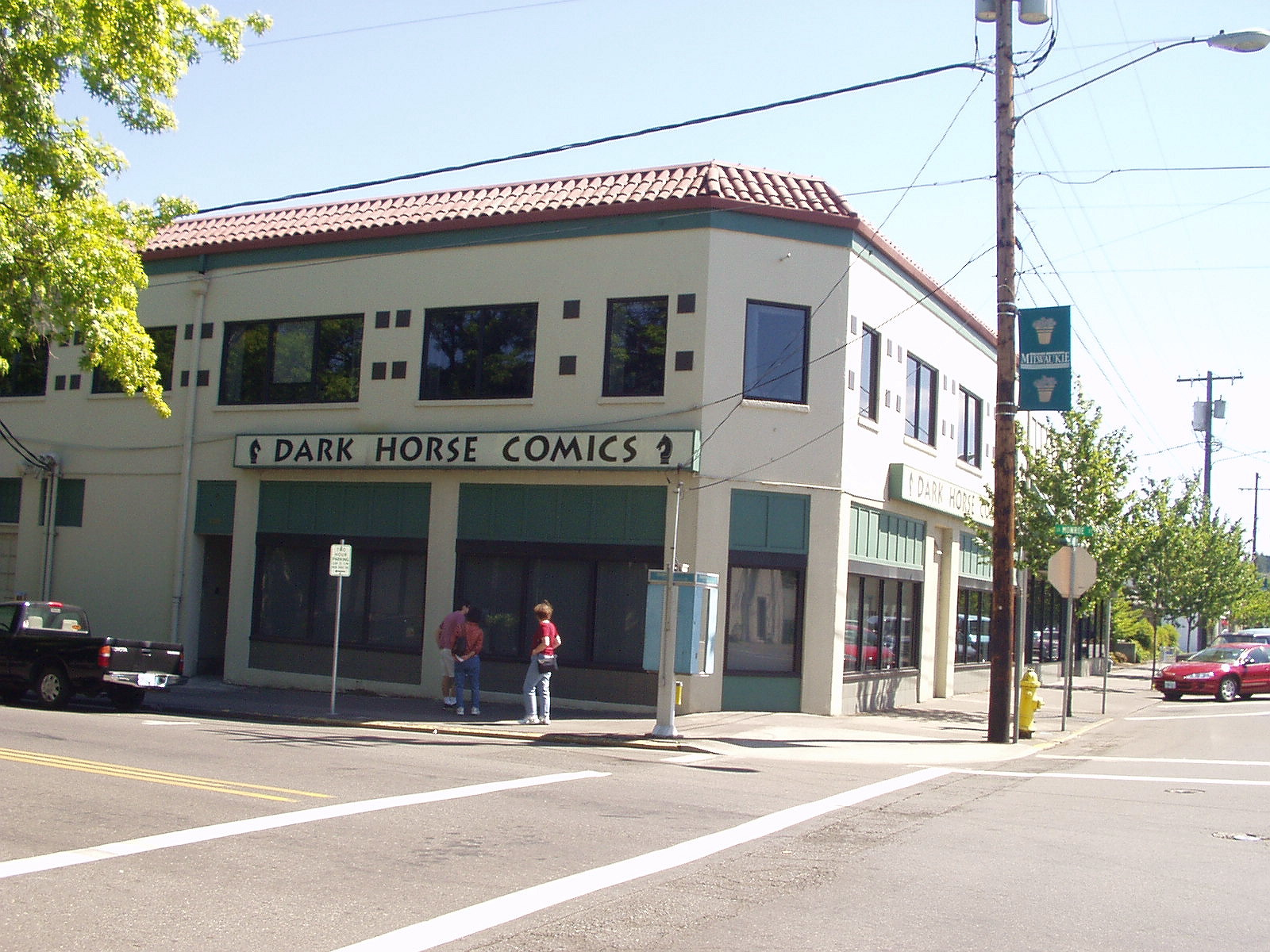
ダークホースコミックス本社

現在、ミルウォーキーのダウンタウンでは再開発が行われ、新しい住宅開発や公園開発が行われている。
ミルウォーキーには全米3位の漫画出版社であるダークホースコミックスの本社が立地している。

### 景気
2015年から2016年にかけて、ミルウォーキーでは住宅価格の高騰が発生した。2015年にトライメットのオレンジラインが開通したことが影響していると考えられている。実際、オレンジライン開通から1年間で住宅価格が12.2%上昇し、市内の空室はほぼなくなってしまった。そして、オレンジライン開通に加えて、ミルウォーキーでは220万ドルをかけた親水公園の開発が終了し、2015年5月1日にグランドオープンした。

### 主な雇用主
2012年の年次財政報告書によると、ミルウォーキー市内の主な雇用主は以下の通りである。
| 順位 | 企業名                           | 従業員数 |
| ---- | -------------------------------- | -------- |
| 1    | アンフィールド・グローサリー     | 630      |
| 2    | PCCストラクチュラル              | 500      |
| ３   | RMインターナショナル             | 500      |
| 4    | 北クラカマス公立学区             | 385      |
| 5    | メギットOECO                     | 425      |
| 6    | セイフウェイ                     | 280      |
| 7    | ウォーン・インダストリーズ       | 250      |
| 8    | サビン・シェレンバーグ・センター | 200      |
| 9    | グッドウィル・インダストリーズ   | 200      |
| 10   | マーキス・カンパニーズ           | 200      |

## 地理
アメリカ合衆国国勢調査局によると、面積は4.85m²、水面積率は0.6%である。

## 人口動静
以下は2010年国勢調査に基づく。
基礎データ

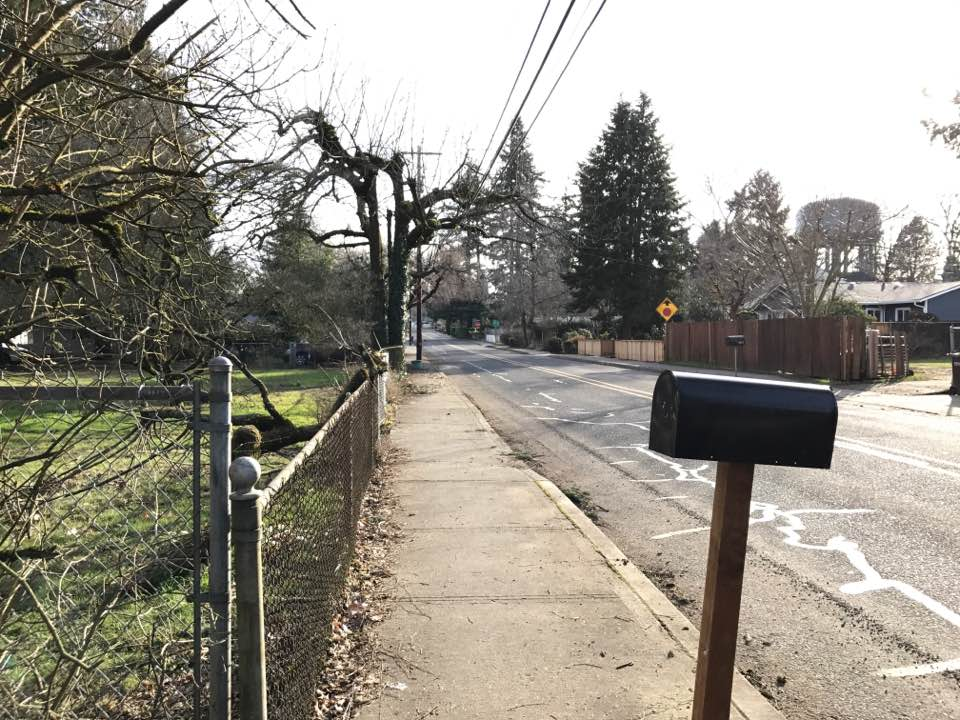
ルウェリング近郊の街並み

| - 人口：20,291人 - 世帯数：8,667世帯 - 家族数：5,075家族 - 人口密度：1,625.4人/km² - 住居数：9,138軒 - 住居密度：732.0軒/km² 人種別人口構成 - 白人：88.5% - アフリカン・アメリカン：1.3% - ネイティブ・アメリカン：1.3% - アジア人：2.5% - 太平洋諸島系：0.3% - その他：2.5% - 混血：3.6% - ヒスパニック・ラテン系：7.0% 世帯と家族 - 18歳未満の子供がいる: 27.9% - 結婚・同居している世帯: 41.5% - 未婚・離婚女性が世帯主である世帯: 11.9% - 未婚・離婚男性が世帯主である世帯: 5.2% - 非家族世帯: 41.4% - 単身世帯: 31.8% - 65歳以上の老人1人暮らし: 10.4% - 平均構成人数 - 世帯: 2.32人 - 家族: 2.91人 | 年齢別人口構成 - 18歳未満：20.7% - 18歳-24歳：7.7% - 25歳-44歳：28.8% - 45歳-64歳：29.2% - 65歳以上：13.6% - 年齢の中央値：39.9歳 - 男女比 - 男性：48.6% - 女性：51.4% 収入と家計（2000年国勢調査） - 収入の中央値 - 世帯: 43,635米ドル - 家族: 51,649米ドル - 性別 - 男性: 36,674米ドル - 女性: 29,957米ドル - 人口1人あたり収入: 21,342米ドル - 貧困線以下 - 対人口: 7.6% - 対家族数: 6.2% - 18歳未満: 9.4% - 65歳以上: 6.6% |

## 教育

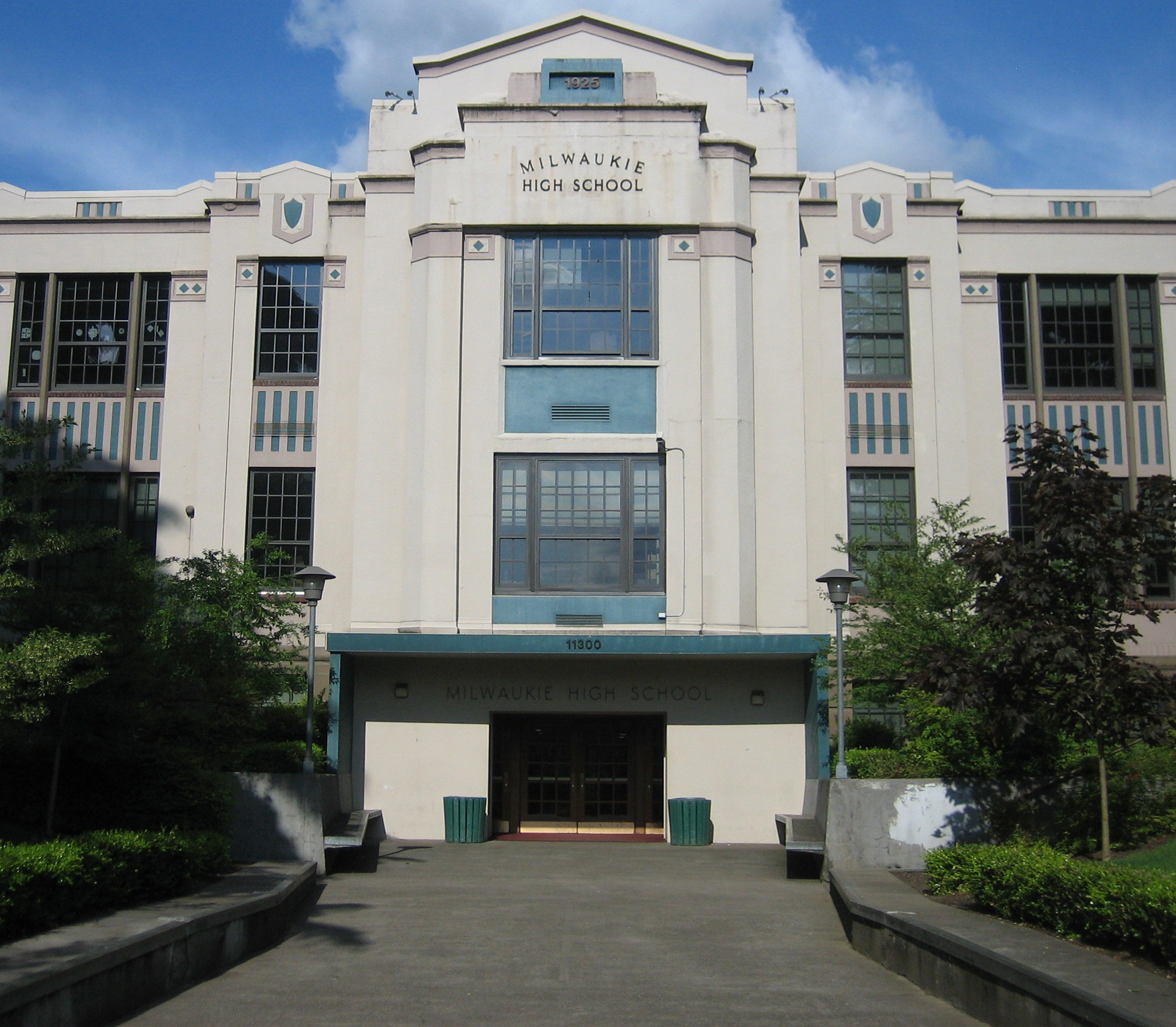
ミルウォーキー高校正面

ミルウォーキーの公教育は北クラカマス公立学校区が担っており、小学校10校、中学校4校、高等学校3校を管轄している。また、地元のミルウォーキー高校では1996年からリビング・ヒストリー・デーという行事を開催している。この行事では、千人程度の高齢者が高校に招かれ、学生の歴史学習をサポートする。
また、カトリック系の私立学校、ラ・サール高校やシュタイナー教育を実施するポートランド・シュタイナー学校も立地している。

## 交通

### 公共交通

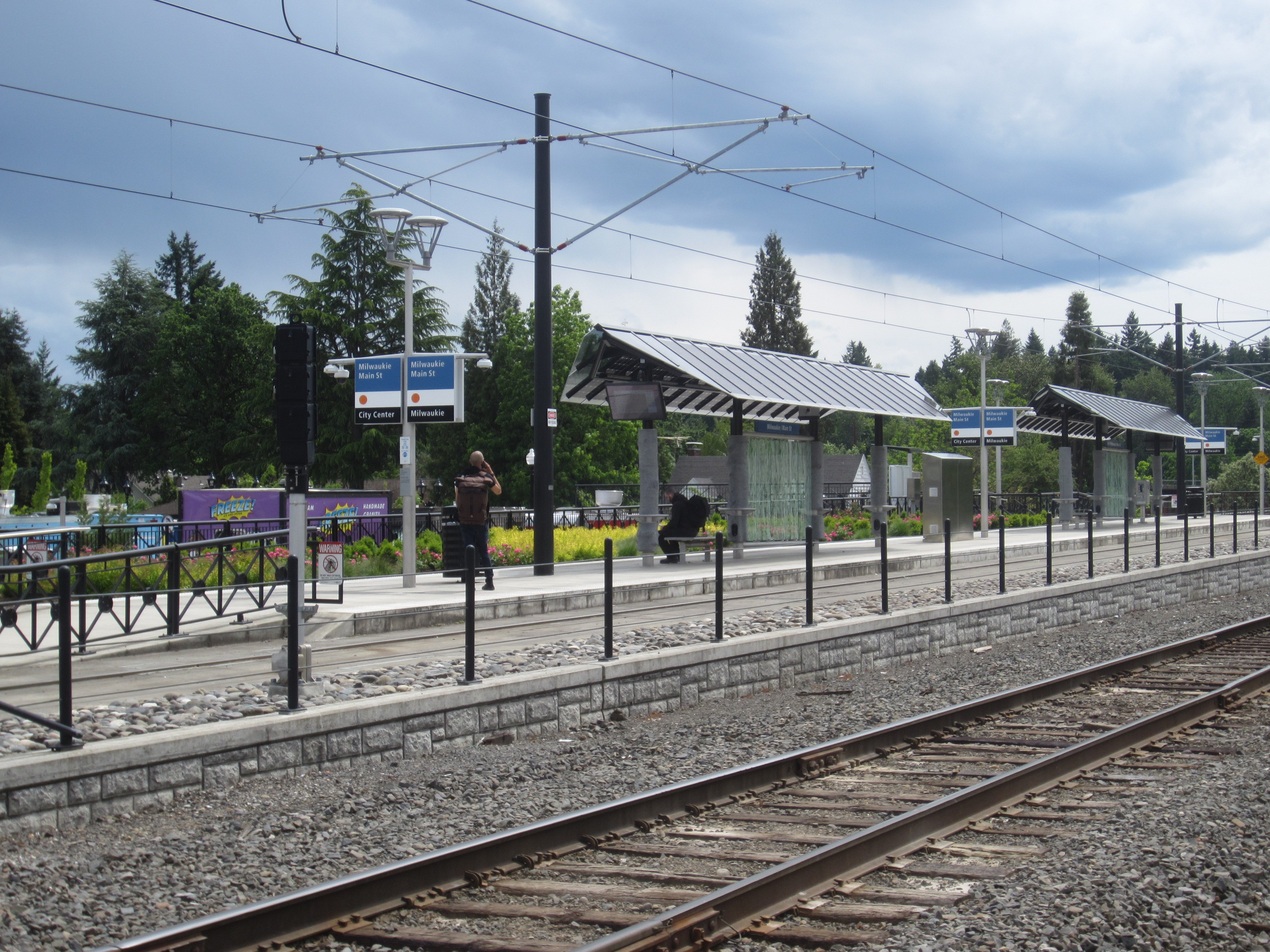
MAXメインストリート駅（2019年）

公共交通機関のトライメットが路線バスを運行している。1981年にミルウォーキー市街地に交通センターが設置され、2000年時点で12路線が運行している。
また、トライメットはMAXライトレールを2015年9月12日にミルウォーキーまで延伸、オレンジラインを通じてポートランドまで行くことができるようになった。
現在、アムトラックの旅客列車は全てミルウォーキーを通過する。しかし、1980年代初めごろまではウィラメットバレー・エクスプレスが運行されており、ミルウォーキーにも停車していた。この列車はポートランドとユージーンを2日に1回の頻度で結んでいたが、1980年8月の試験導入から1年半で廃止された。

## 著名な住人
- スコット・ブロシアス：メジャーリーガー、1998年ワールドシリーズのMVP
- キーナン・ミドルトン：ロサンゼルス・エンゼルスの投手
- チェール・ソネン：総合格闘家

## 姉妹都市
- 青森県岩木町[28]
  - 1993年に姉妹都市協定締結